# Anaene squalida
Anaene squalida är en fjärilsart som beskrevs av Dyar 1914. Anaene squalida ingår i släktet Anaene och familjen björnspinnare. Inga underarter finns listade i Catalogue of Life.